# Umbra-Sonneneule

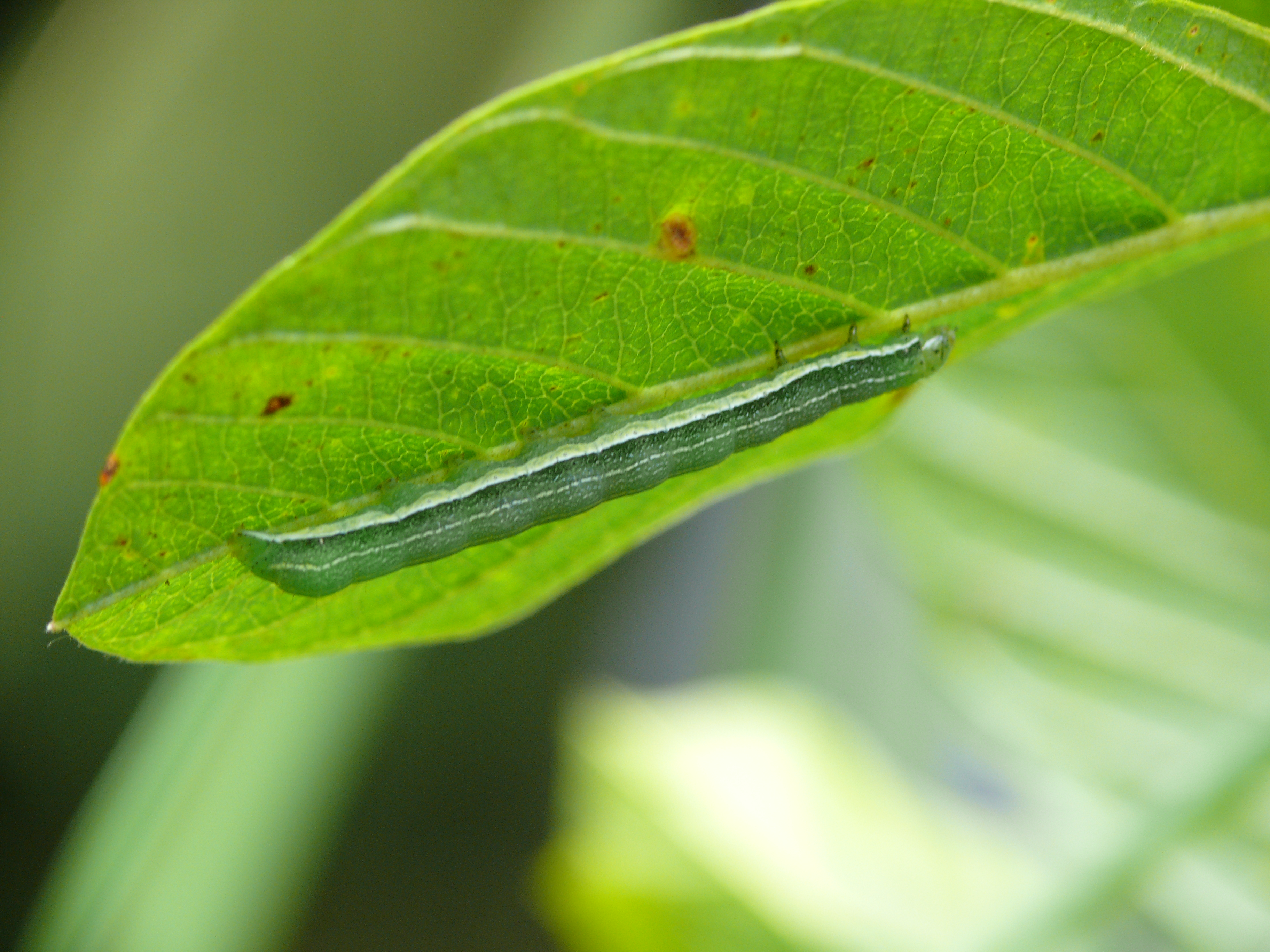
Raupe der Umbra-Sonneneule

Die Umbra-Sonneneule (Pyrrhia umbra) oder Goldbraune Hauhecheleule ist ein Schmetterling (Nachtfalter) aus der Familie der Eulenfalter (Noctuidae).

## Merkmale
Die Flügelspannweite der Falter beträgt etwa 27 bis 35 Millimeter. Die Grundfarbe der Vorderflügel variiert von gelblich bis rötlich braun. Die wenig hervortretenden Makel sind rostbraun umrandet. Querlinien und Adern heben sich etwas verdunkelt ab. Das Saumfeld schimmert oftmals in violettgrauen Tönungen. Auf den gelbgrauen Hinterflügeln ist ein dunkles Saumband mit hellen Fransen erkennbar.
 Erwachsene Raupen sind farblich außerordentlich variabel, erscheinen in hell grüngelben bis nahezu schwarzen Färbungen und zeigen teilweise weiße Längsstreifen.

## Verbreitung und Lebensraum
Die Umbra-Sonneneule ist in ganz Europa weit verbreitet. In östlicher Richtung reicht ihr Vorkommen über Kleinasien bis in den Iran,  nach Afghanistan, Pakistan und Nepal sowie durch ganz Zentralasien bis nach Japan. In den Gebirgen steigt sie bis auf  1600 Meter. Die Art kommt hauptsächlich an warmen Hängen und Böschungen sowie in Ödländereien, Halbtrockenrasengebieten, Weinbergen und Gärten vor.

## Lebensweise
Die Falter sind dämmerungs- sowie nachtaktiv und besuchen verschiedene Blüten wie beispielsweise diejenigen des Gelben Enzians (Gentiana lutea) oder des Gewöhnlichen Natternkopfs (Echium vulgare). Sie erscheinen auch an künstlichen Lichtquellen und seltener an Streichködern. Die Hauptflugzeit ist von Mai bis August. Gelegentlich erscheint eine unvollständige zweite Generation im Spätsommer. Die Raupen ernähren sich polyphag von den Blättern, Knospen, Blüten und Früchten verschiedener Pflanzen. Dazu gehören Dornige Hauhechel (Ononis spinosa),  Wiesen-Storchschnabel (Geranium pratense), Saat-Esparsette (Onobrychis viciifolia), Großes Löwenmaul (Antirrhinum majus) und viele andere. Die Puppe überwintert.

## Gefährdung
Die Umbra-Sonneneule ist in Deutschland weit verbreitet und wird auf der Roten Liste gefährdeter Arten als nicht gefährdet eingestuft.